# Svatá Piby

Vlajka etiopie přisuzovaná Rastafariánům

Svatá Piby je základním rastafariánským textem, napsaným Anguilanem Robertem Athlyi Rogersem
(*1931) pro afrocentrické náboženství v Karinském zálivu, jež Rogers založil ve 20. letech
19. století a jež je známé jako Afro-athlijská konstruktivní Církev. Etiopané v něm byli vybráni jako
božský lid.
Svatá Piby se skládá ze čtyř knih. První kniha athilijská zvaná Athlyi má pouze dvě kapitoly.
Druhá kniha athilijská zvaná Soudržnost je nejdelší, má patnáct kapitol a sedmá z nich označuje
Marcuse Graveyho (Národního jamajského hrdinu, který bojoval za práva černochů a založil
Universal Negro Improvement Association and African Communities League - UNIA-ACL) jako
jednoho ze tří Božích apoštolů. Třetí kniha athilijská zvaná Důkaz Apoštolství představuje
dva přední členy UNIA-ACL Roberta Lincolna Postona a Henriettu Vinton Davisovou jako další
dva Apoštoly svaté Trojce. Titul poslední knihy je Čtvrtá kniha athilijská zvaná Ostražitost.
Tato kniha je provázena sérií otázek a odpovědí, v kterých jsou Gravey, Davisová a Poston
prohlášeni za spasitele „utiskovaných dětí Etiopie“.
Tento striktní rastafariánský text měl zásadní vliv na rastafariánské hnutí, které vidělo
Haile Selasieho I. (etiopského krále v letech 1930 to 1974) jako Krista a Marcuse Graveyho
jako jeho proroka.
Originál je velmi vzácný. Není uvedena žádná kopie ani v katalogu Kongresové knihovny ve
Washingtonu ani knihovny Kalifornské univerzity, což je velmi neobvyklé. Svatá Piby byla
dokonce zakázána na Jamajce a jiných Karibských ostrovech v polovině 20. let a později.